# سید حسن قاضی‌زاده هاشمی
سیّد حسن قاضی‌زادهٔ هاشمی (زادهٔ ۱ فروردین ۱۳۳۸) چشم‌پزشک، استاد دانشگاه علوم پزشکی تهران است که از سال ۱۳۹۲ تا ۱۳۹۷ به‌عنوان وزیر بهداشت، درمان و آموزش پزشکی در دولت‌های یازدهم و دوازدهم فعالیت می‌کرد. او بنیانگذار نخستین مطالعهٔ کوهورت چشم‌پزشکی در غرب آسیا (مطالعهٔ کوهورت چشم‌پزشکی شاهرود - از سال ۱۳۸۷ تاکنون) است و ریاست مجموعه چشم‌پزشکی نور را که خود مؤسس آن بوده را برعهده دارد.
وی از بنیان‌گذاران جهاد سازندگی (نهادی که بعد از انقلاب برای خدمت به روستائیان و ساکنان مناطق محروم تأسیس شد) است و پایه‌گذاری بنیاد خیریه نورآوران سلامت (سال ۱۳۸۱)  از دیگر اقدامات او است. این بنیاد در نقاط محروم کشور خدمات چشم‌پزشکی و دندان پزشکی را به‌صورت رایگان ارائه می‌کند.
هاشمی در سال ۱۳۹۲ به‌عنوان وزیر بهداشت، درمان و آموزش پزشکی انتخاب شد و در دی‌ماه ۱۳۹۷ از این سمت استعفا داد. طرح ملی «تحول نظام سلامت ایران» از جمله خدمات وی در دوران وزارت است.

## تحصیلات
سید حسن هاشمی، فروردین ۱۳۳۸ در فریمان (استان خراسان رضوی) زاده شد. تحصیلات ابتدایی را در همان شهر و دوره متوسطه را در دبیرستان دانش بزرگ‌نیا مشهد به پایان رساند. در کنکور سراسری سال ۵۶ – ۵۵ در رشته پزشکی دانشگاه فردوسی مشهد پذیرفته شد؛ سال ۱۳۶۸ با رتبه برتر موفق به دریافت دانشنامه چشم‌پزشکی شد و سال ۱۳۷۰ مدرک فلوشیپ قرنیه و سگمان قدامی را از دانشگاه علوم پزشکی شهید بهشتی تهران دریافت کرد. او دوره‌های متعدد تحصیلات تکمیلی را (در زمینه روش‌های نوین جراحی قرنیه، کاتاراکت و اصلاح عیوب انکساری) در آمریکا و اروپا گذرانده‌است. وی هم‌اکنون در بیمارستان خصوصی چشم‌پزشکی نور مشغول است و رکورد بیشترین تعداد عمل جراحی لیزیک را دارد.

## فعالیت‌های حرفه‌ای
هاشمی پس از پایان تحصیلات، فعالیت آکادمیک خود را به مدت بیش از ۳۰ سال در دانشگاه علوم پزشکی تهران و بیمارستان فارابی گذراند و علاوه بر آموزش تعداد کثیری از دانشجویان، بیش از ۲۰۰ متخصص چشم‌پزشکی و ۵۰ فلوشیپ بیماری‌های بخش قدامی چشم را تربیت کرد. وی در طول سه دهه گذشته دوره‌های آموزشی فراوانی را نیز برای چشم پزشکان برگزار کرده‌است.
او در اردیبهشت سال ۱۳۷۲ کلینیک چشم‌پزشکی نور را (به عنوان نخستین کلینیک چشم‌پزشکی بخش خصوصی) در خیابان مطهری تهران تأسیس نمود و در سال ۱۳۸۶ بیمارستان فوق تخصصی چشم‌پزشکی نور را در بلوار اسفندیار تهران راه‌اندازی کرد. در حال حاضر مجموعه چشم‌پزشکی نور با هدایت او شامل ۲ بیمارستان و ۴ کلینیک و پلی‌کلینیک فوق تخصصی در ایران و عمان فعالیت دارد.

## فعالیت‌های پژوهشی
هاشمی به دلیل علاقه وافر به فعالیت‌های پژوهشی، مرکز تحقیقات چشم‌پزشکی نور را تأسیس کرد. این مرکز در سال ۱۳۸۹ موفق به دریافت موافقت قطعی از وزارت بهداشت درمان و آموزش پزشکی شد و تا امروز تحت نظر وی فعالیت‌ها و پروژه‌های علمی و پژوهشی متعددی را انجام داده‌است.
هاشمی تا کنون بیش از ۴۵۰ مقاله در ژونال‌های معتبر خارجی با ضریب تأثیر (Impact Factor) بالا منتشر کرده‌است (لینک گوگل اسکولار: Hassan Hashemi - ‪Google Scholar).

بر اساس اطلاعات پایگاه Web of Science نیز وی از نظر تعداد مقالات منتشر شده در بین ۵۰ نفر اول رشته خود (چشم‌پزشکی) در سطح دنیا بوده و جزء ۳۰ نفر اول در زمینه انتشار مقالات کلاژن کراس لینک (تکنیکی برای پیشگیری از پیشرفت قوز قرنیه) در سطح جهان است.

کوهورت شاهرود که اکنون ۱۴ ساله شده‌است، مطالعه چشم تهران، مطالعه چشم سالمندان تهران، مطالعه نرخ جراحی کاتاراکت و عیوب انکساری، مطالعه مشکلات بینایی در روستاهای ایران و ارزشیابی برنامه غربالگری بینایی در کودکان ایران نیز از جمله پروژه‌های ملی وی است.
هاشمی به عنوان یکی از جراحان پیشرو در زمینه درمان‌های نوین چشم‌پزشکی، بنیانگذار بسیاری از روش‌ها و جراحی‌های نوین در ایران بوده‌است که از آن جمله می‌توان به موارد زیر اشاره کرد:
1. انجام نخستین جراحی کاتاراکت به روش فیکوامولسیفیکاسیون (جراحی بدون بخیه)
2. انجام نخستین جراحی لیزر و لیزیک (LASEK) برای اصلاح عیوب انکساری
3. نخستین جراحی کاتاراکت با لیزرهای Nd yag و Femtosecond
4. انجام جراحی کاتاراکت به‌روش Microincisional Cataract Surgery (MICS)
5. کارگذاری نخستین دستگاه‌های کنترل‌کننده فشار چشم Moltion one & duble plate Ahmed valve, Baerveld EX-Press shunts
6. انجام نخستین جراحی Deep selerectony + viscocanalostomy
7. نخستین پیوند قرنیه لایه‌ای به‌روش Melles (DALK) و Anwar big bubble
8. نخستین پیوند قرنیه‌ای خلفی به‌روش‌های Melles PLK, DSAEK, DMEK, DWAK
9. انجام نخستین جراحی قرنیه به‌روش ALTK با تکنیک‌های مختلف و کاربرد لیزر برای انواع پیوند تمام ضخامت و لایه‌ای
10. کاشت انواع لنزهای داخل قرنیه (Intracorneal inlay)
11. کارگذاری انواع لنزهای Accommodating Multifocal Restor و Multifocal Array و AT 45 C&C و Humman optic Artisan, Artiflex , ICL, برای نخستین بار در ایران
12. اداره نوکلئوس‌های Subluxated با انواع حلقه‌های داخل کپسولی و لنز آرتیزان
13. نخستین جای‌گذاری انواع لنزهای داخل چشمی برای بیماران میوپ و هیپروپ
14. جراحی عیوب انکساری به‌روش Wavefront Customized – Ablation
15. کراتوپلاستی هدایتی (Conductive Keratoplasty)
16. نخستین کاشت رینگ داخل قرنیه (INTACS) و Ferraring
17. کراتکتومی Photo Therapeutic برای اصلاح کدورت‌های قرنیه
18. اصلاح نزدیک‌بینی و دوربینی با (Automated Lamellar Keratotomy (ALK
19. جراحی کاتاراکت بدون بخیه
20. جراحی کاتاراکت با قطره‌های بی‌حسی و دستگاه فیکو

## طرح تحول نظام سلامت
به گفته برخی رسانه‌ها، او با اجرای طرح تحول نظام سلامت موفق به کاهش شدید قیمت تجهیزات پزشکی شد. طی این طرح هزینهٔ عمل‌های جراحی به‌طور متوسط به ۱/۳ تا ۱/۴ کاهش یافت. برای نمونه عمل قلب باز از یک میلیون و ۸۶۷ هزار تومان به ۸۵۷ هزار تومان و عمل سزارین از ۹۰۰ هزار تومان به ۱۳۰ هزار تومان پس از اجرای طرح تحول سلامت کاهش یافت. همچنین پس از اجرای این طرح در دولت یازدهم تمام هزینه‌های درمان بیماران مبتلا به سرطان رایگان شد.

## سوابق اجرایی و مدیریتی
هاشمی علاوه بر تأسیس مجموعه چشم‌پزشکی نور و مرکز تحقیقات چشم‌پزشکی نور، دبیر شورای آموزش پزشکی و تخصصی کشور (۱۳۷۶ تا ۱۳۸۰)، عضو شورای عالی برنامه‌ریزی آموزش پزشکی (۱۳۷۶ تا ۱۳۸۰)، عضو شورای مرکز تحقیقات ملی علوم پزشکی کشور (۱۳۷۸ تا ۱۳۸۰) و رئیس دانشکده پزشکی دانشگاه علوم پزشکی تهران (۱۳۸۴) بوده‌است.
علاوه بر موارد فوق وی به‌عنوان عضو هیئت ممیزه دانشگاه علوم پزشکی و خدمات بهداشتی و درمانی تهران (۱۳۸۳)، عضو شورای عالی مرکز تحقیقات چشم‌پزشکی دانشگاه علوم پزشکی تهران (۱۳۸۴ تاکنون)، مدیر گروه چشم‌پزشکی دانشگاه علوم پزشکی تهران (۱۳۸۴ تا ۱۳۸۷) و رئیس بخش قرنیه بیمارستان فارابی (۱۳۸۳ تا ۱۳۸۵ و ۱۳۸۸ تا ۱۳۹۰) نیز فعالیت داشته‌است.
او همچنین عضو کمیته اعتبار بخشی شورای آموزش پزشکی و تخصصی (۱۳۸۰)، عضو کمیته علوم بالینی فرهنگستان علوم پزشکی ایران (۱۳۸۴)، عضو هیئت تحریریه مجله انجمن چشم‌پزشکی ایران (۱۳۷۵ تاکنون)، عضو هیئت مشورتی مجله Ophthalmology & Therapy (از ۲۰۲۲ تا کنون) و عضو هیئت تحریریه مجله Middle East Journal of Ophthalmology (1994 تاکنون) است.

## افتخارها
بر اساس آمار دانشگاه استنفورد آمریکا ۲۰۲۱ هاشمی عضو دو درصد دانشمندان برتر دنیا می‌باشد و در سال‌های ۲۰۱۹ و ۲۰۲۰ به‌عنوان محقق برتر ASCRS معرفی شده‌است.
او همچنین رتبه اول در امتحان بورد چشم‌پزشکی ایران (۱۳۶۸) را کسب کرده و جزء ۳درصد اول فارغ‌التحصیلان رشته پزشکی (۱۳۶۴) بوده‌است.
وی افتخار کسب رتبه محقق برتر در چهاردهمین جشنواره ابن‌سینا (۱۳۹۱)، محقق برتر جشنواره چشم‌پزشکی فارابی (۱۳۹۰)، محقق برتر گروه جراحی علوم بالینی - پانزدهمین جشنواره تحقیقاتی علوم پزشکی رازی (۱۳۸۸) و نشان‌های دانشمند برتر، نوع دوستی و پیشگیری از نابینایی و آموزگار برتر در جشنواره شمس فارابی (۱۳۹۵) را نیز در کارنامه دارد. همچنین بالاترین نشان افتخار جشنواره و عنوان «طبیب دیدگان» را دریافت و «حمایل سیمرغ» جشنواره را بر تن کرد که این نشان برای نخستین بار در جشنواره شمس اعطا شد.

## تالیف‌ها و کتاب‌های علمی
1. Atlas of Ocular Optical Coherence Tomography, Anterior Segment Optical Coherence Tomography (AS-OCT) Chapter, Springer Publisher 2019
2. 2. A Practical Guide to Clinical Application of OCT in Ophthalmology, Intraoperative OCT for Monitoring Corneal Pachymetry during Corneal Collagen Cross-Linking for Keratoconus (Chapter 3), Intechopen Publisher ۲۰۱۹
3. راهنمای مراقبت‌های چشمی (ویژه پزشکان عمومی)، ترجمه دکتر سید حسن هاشمی ۱۳۸۹
4. ناخنک، تألیف و ترجمه دکتر سید حسن هاشمی، دکتر احمد خیرخواه، دکتر شکیبا عبادالهی ۱۳۸۸
5. فیکوچاپ، تألیف و ترجمه دکتر سید حسن هاشمی، دکتر پوپک پیر ۱۳۸۷
6. پرستار چشم‌پزشکی، تألیف و ترجمه دکتر سید حسن هاشمی، دکتر مسعود اقصائی‌فرد ۱۳۸۷
7. دانستنی‌های چشم‌پزشکی، دکتر سید حسن هاشمی و همکاران ۱۳۸۷
8. جراحی رفرکتیو. ترجمه و تدوین دکتر سید حسن هاشمی ۱۳۸۵
9. کاتاراکت، کتاب راهنمای بیماران. دکتر سید حسن هاشمی ۱۳۸۵
10. مراقبین چشم در ایران. دکتر سید حسن هاشمی ۱۳۸۵
11. یک فصل ازکتاب Vitreoretinal Surgery، آقای دکتر پیمان
12. نتایج رفرکتیو حاصل از silicon oil removal and intraocular lens implantation با استفاده از interpherometry لیزر. دکتر سیدحسن هاشمی، دکتر هوشنگ فقیهی و دکتر محمد ریاضی ۱۳۸۳